# Малиновка (Солонянский район)
Малиновка (укр. Малинівка) — село,
Привольненский сельский совет,
Солонянский район,
Днепропетровская область,
Украина.
Код КОАТУУ — 1225086002. Население по переписи 2001 года составляло 183 человека .

## Географическое положение
Село Малиновка находится между реками Камышеватая Сура и Грушевка (6 км).
На расстоянии в 1,5 км расположены сёла Гайдамацкое, Шульговка и посёлок Святовасильевка.
По селу протекает пересыхающий ручей с запрудой.
Рядом проходит железная дорога, станция Рясное в 2-х км.